# 長田雅喜
長田 雅喜（おさだ まさよし、1936年1月27日 - 2018年11月8日）は、日本の社会心理学者。名古屋大学名誉教授。学位は、博士（教育心理学）（名古屋大学）。愛知学院大学総合政策学部総合政策学科教授。対人関係、対人魅力、愛をテーマとした研究などに実績がある。死の直前まで研究を重ね、独自の『ゼロ点理論』を打ち出しており、原稿を手掛けていた最中であった。
神奈川県相模原市生まれ。2018年11月8日、愛知県名古屋市昭和区の聖霊病院にて、甲状腺癌により死去。82歳没。2016年5月、勲（瑞宝中綬章）、2018年11月、叙。

## 略歴
- 1954年、東京都立国立高等学校卒業
- 1959年、千葉大学旧文理学部（文科系）心理学科卒業
- 1965年、名古屋大学大学院教育心理学修士課程修了。
- 1965年-1966年、名古屋大学助手
- 1966年-1969年、岐阜大学講師
- 1969年-1970年、岐阜大学助教授
- 1970年-1982年、名古屋大学助教授
- 1982年-1999年、名古屋大学教授
- 1992年、「対人魅力に関する研究」で教育学博士の学位を取得。
- 1999年-2007年、愛知学院大学教授

## 学会および社会における活動
- 1989年-1999年、日本社会心理学会 理事
- 1984年-1998年、日本グループダイナミックス学会 理事
- 1994年-1997年、東海心理学会 委員長
- 1992年ｰ2005年、愛知県高齢者向けテレビ講座企画運営委員会（愛知県教育委員会）委員長
- 1996年ｰ1999年、名古屋大学出版会 理事
- 2004年-2015年、名古屋市蓬来コミュニティセンター委員長（館長）

## 著書・編著
- 心理学 1976 福村出版 （大橋正夫と共編著）
- 入門心理学 1980 福村出版 （大橋正夫・久世敏雄と共編著）
- 入門教育心理学 1980 福村出版 （大橋正夫・久世敏雄と共編著）
- 自立心を育てる 1980 有斐閣 （久世敏雄・久世妙子と共編著）
- 社会心理学 1981 福村出版 （大橋正夫と共編著）
- 家族関係の心理 1981 福村出版 （久世敏雄と共編著）
- 中学生の心理と教育 1983 福村出版 （編著）
- 心理学概論 1984 有斐閣 （金城辰夫他と共著）
- 現代心理学 1986 培風館 （八重島健二他と共著）
- 対人関係の心理学 1987 有斐閣 （大島正夫と共編著）
- 家族関係の社会心理学 1987 福村出版 （編著）
- 社会の中の人間 1990 福村出版 （原岡一馬と共編著）
- 対人関係の社会心理学 1996 福村出版 （編著）

### 分担執筆
- 知能検査の分類基準 1967 倉石精一他編『現行知能検査要覧』黎明書房 191-202
- 社会的行動の基礎 1968 近藤貞次監修『社会心理学概論』朝倉書店 61-93
- 集団と自主性 1970 塩田芳久編『講座・自主性の教育1－自主性の基礎理論―』明治図書 128-144
- 親子関係と家族関係 1971 大西誠一郎編『親子関係の心理』金子書房 87-110
- 社会的行動 1972 鈴木達也編『心理学』川島書店 197-247
- 社会的動機・社会的態度・社会心理学の研究法 1975 近藤貞次編『社会心理学』朝倉書店 46-57 57-67 202-220
- 社会的行動 1976 鈴木達也編『改訂・心理学』川島書店 231-281
- 対人魅力 1977 鈴木達也編『心理学ゼミナール－実験に探る心理学の世界－』福村出版 257-269
- 青年期の諸理論－社会心理的接近－ 1977 久世敏雄編『青年の心理』福村出版 151-163
- 社会的態度の育成 1979 塩田芳久編『学習と指導の心理学―教育心理学の基礎―』黎明書房 217-233
- 社会的行動 1979 青木民雄編『心理学要説』福村出版 168-191
- 対人認知の過程 1979 小川一夫編『人間探究の社会心理学1－人間と社会―』朝倉書店 31-44
- 親子関係ときょうだい関係 1979 古畑和孝他編『心理学7－家族心理―』有斐閣 167-186
- 人の魅力を決めるもの 1979 大橋正夫編『社会心理学を学ぶ』有斐閣 61-75
- コミュニケーション 1980 古畑和孝編『人間関係の社会心理学』サイエンス社 118-138
- 社会化・社会的動機づけ 1981 河合伊六他編『教育心理学の基礎知識』福村出版 28-42
- 社会的動機づけ 1981 梅津八三他監修『新版・心理学事典』平凡社 352-354
- 学習指導と個人差 1982 田浦武雄他編『発達と教育』福村出版 133-154
- 対人魅力 1984 大橋正夫他編『現代社会心理学―個人と集団・社会―』朝倉書店 81-94
- 社会的知覚と対人認知 1987 三隅二不二監修『現代社会心理学』有斐閣 14-30
- 対人関係研究の歩みと今後の課題 1988 村上英治編『教育心理学への歩み－自分史からの出発―』川島書店 258-271
- 社会的認知Ⅰ 1989 中川大倫他編『社会心理学』放送大学教育振興会 20-28
- 他者についての理解と判断・人の魅力を決めるもの 1989 大橋正夫他編『新版・社会心理学を学ぶ』有斐閣 28-43 62-76（「他者についての理解と判断」は大橋正夫と共著）
- 環境・観察法・帰属理論・見物効果・交換理論・行動記録機（器）・衡平理論・コミュニケーション・参加観察・社会心理学・社会的比較過程・集合行動・集団・小集団観察法・相応生・相補性・対人魅力・人間関係・傍観者効果 1991 三宅和夫他編『教育心理学小辞典』有斐閣 54 56 64 101 102 107 108 114 123 145 150 152 153 164 204 209 216 257 301
- 対人関係と社会的行動 1993 原岡一馬編『人間の社会的形成と変容』ナカニシヤ出版 130-138
- 社会的認知Ⅰ―対人認知－ 1993 山口勧編『改訂・社会心理学』放送大学教育振興会 18-26
- 高齢者と社会とのかかわり 1993 名古屋大学公開講座委員会編『長寿を考える』第一法規 2-10
- 印象形成・周辺的特性・主要特性・想定類似性・第一印象・対人認知・中心的特性・ハロー効果 1994 古畑和孝編『社会心理学小辞典』有斐閣 15 116 117 148 152 155 166 198
- 仲間・家族と現代青年 1994 久世敏雄編『現代青年の心理と病理』福村出版 111-123
- 対人魅力 1997 白樫三四郎編『社会心理学への招待』ミネルヴァ書房 71-84

### 論文
- 普通学級における教師と生徒 1963 名古屋大学教育学部紀要（教育心理学科）第10巻 205-241（水原泰介他と共著）
- 教師についての印象形成 1964 名古屋大学教育学部紀要（教育心理学科）第11巻 29-52（水原泰介・増田末雄と共著）
- 教師・児童集団 1966 児童心理学の進歩第5巻 229-242（村瀬隆二と共著）
- 本邦における対人知覚の研究 1966 教育・社会心理学研究 第6巻第1号 95-102
- 質問紙法に関する基礎的研究 1966 名古屋大学教育学部紀要（教育心理学科）第13巻 3-42（近藤貞次他と共著）
- 対人認知 1966 心理学評論 Vol.10No.1 85-102
- 対人行動 1968 児童心理学の進歩 第7巻 163-186
- 対人関係の構造に関する研究－Congruencyの成立しない条件について－ 1968 岐阜大学教育学部研究報告（人文科学）第17号 46-53
- 社会的なモティベーション－親和性を中心にして－ 1971 水原泰介編『講座心理学13－社会心理学－』東京大学出版会 34-57
- パーソナリティの印象形成における情報統合過程の研究(1) 1971 名古屋大学教育学部紀要（教育心理学科）第18巻 43-60（大橋正夫他と共著）
- 知覚運動学習の実験的分析(3) 1971 名古屋大学教養部紀要B 第15輯 35-40（鈴木達也他と共著）
- パーソナリティの印象形成における情報統合過程の研究(2) 1972 名古屋大学教育学部紀要（教育心理学科） 第19巻 27-42（大橋正夫他と共著）
- パーソナリティの印象形成における情報統合過程の研究(3) 1973 名古屋大学教育学部紀要（教育心理学科） 第20巻 61-76（大橋正夫他と共著）
- 大きさ－重さ錯覚についての実験的分析(1) 1974 名古屋大学教養部紀要B 第18輯 41-46（鈴木達也他と共著）
- 知覚運動学習の実験的分析(4) 1974 名古屋大学教養部紀要B 第18輯 47-58（鈴木達也他と共著）
- 自己概念と適応(1) 1975 名古屋大学教養部紀要B 第19輯 89-109（鈴木達也他と共著）
- 家族関係の教育心理学的研究－社会化を中心に－ 1975 教育心理学年報 第14集 101-122（久世敏雄・小嶋秀夫らと共著）
- 言語情報によるパーソナリティ印象の形成－意味変容の有無の検討および自由記述の分析による質的アプローチ－ 1975 名古屋大学教育学部紀要（教育心理学科） 第22巻 103-115（大橋正夫他と共著）
- 自己概念と適応(2) 1977 名古屋大学教養部紀要B 第21輯 113-122（鈴木達也他と共著）
- 親和性と好意性 1977 水原泰介編『講座社会心理学Ⅰ－個人の社会行動』東京大学出版社 91-129
- 親子関係ときょうだい関係 1980 現代のエスプリ（至文堂）No.159（きょうだい） 40-48
- 対人魅力と発達 1980 サイコロジー（サイエンス社）No.6(対人魅力の心理) 44-49
- コミュニケーション・ネットワークの透明性と集団の効果性 1982 名古屋大学教養部紀要B 第26輯 133-149（八重島健二他と共著）
- 対人認知・対人関係と帰属 1982 心理学評論 Vol.25 No.3 249-262（林春男と共著）
- 大きさの円対比錯視の刺激条件についての一検討－主要円と付加円の直径比の効果について－ 1984 名古屋大学教養部紀要B 第28輯 85-100（後藤倬男他と共著）
- 大きさの円対比錯視の刺激呈示条件についての一考察－並置呈示の場合と単純呈示の場合の錯視量の比較－ 1986 名古屋大学教養部紀要B 第30輯 101-109（後藤倬男他と共著）
- 社会的行動に関する教育心理学的研究の動向と今後の課題 1986 教育心理学年報 第25集 88-97
- 態度の類似性と対人魅力との関係－対人魅力測定の2つの尺度の比較検討－ 1987 名古屋大学教養部紀要B 第31輯 123-131（伊藤義美・舟橋厚と共著）
- 態度の類似性と対人魅力との関係－対人人物が異性の場合について－ 1988 名古屋大学教養部紀要B 第32輯 93-100（伊藤義美・舟橋厚と共著）
- 正像と鏡像の顔写真による単純接触仮説の検討 1988 名古屋大学教養部紀要B 第32輯 101-108（伊藤義美・舟橋厚と共著）
- 日本人の対人関係の特徴とその背景 1988 名古屋大学環太平洋問題研究会編『環太平洋問題研究－その文化的・社会的側面について』 121-133
- 母子密着と日本人の対人関係の特徴 1990 名古屋大学環太平洋問題研究会編『環太平洋における文化的・社会的構造に関する研究』 219-231
- 対人魅力の研究と愛の問題 1990 心理学評論 Vol.33 No.3 273-287
- 親和性に関する研究－出生順位と自己概念のあいまいさとの関係－ 1992 名古屋大学教養部紀要B 第36輯 43-50
- 家族とコミュニケーション－家族力動の視点から－ 1993 家族心理学年報 第11号 55-63
- 印象操作と対人認知 1994 木下冨雄他編『応用心理学講座4－記号と情報の行動科学－』福村出版 238-249
- 対人関係能力の低下と現代社会 1997 名古屋大学教育学部紀要(心理学) 第44巻 1-2
- パーソナル・スペースの測定法の違いが意味するもの－シミュレーション実験と実験室実験の比較－ 2000 愛知学院大学情報社会政策研究 第2巻第2号 87-94
- 異性間のパーソナル・スペースの大きさと身長差の関係 2001 愛知学院大学情報社会政策研究 第3巻第2号 151-157

### 評論・翻訳
- 子どもの地位と役割の評価 1968 学級経営（明治図書） 第25号 79-87
- 家族内の葛藤と子どもの性格 1973 教育心理（日本文化科学社） 第21巻第6号 20-23
- 姿勢と対人関係 1976 教育と医学（慶応通信） 第24巻第8号 66-69
- 児童・生徒に意欲を起こさせる指導 1982 家庭科教育（家政教育社） 第56巻第6号 8-12
- 二人っ子のきょうだい関係の育て方－二人っ子の特徴と問題点－ 1982 プチタンファン（婦人生活社） 第6号 39-41
- きょうだいげんかの功罪 1983 児童心理（金子書房） 第37巻第8号 82-88
- 名古屋大学における総合科目の現状と今後の方向 1988 一般教育学会誌 第10巻第1号 2-5（中田実と共同執筆）
- きょうだいと思いやり 1991 別冊PHP（PHP研究所） 第60号 48-51
- 上の子・下の子の上手な伸ばし方・しつけ方 1993 別冊PHP（PHP研究所） 第79号 36-47
- 人気者の心理 1995 児童心理（金子書房） 第49巻第10号 16-21
- 高齢者における生きがいの獲得 1998 教育愛知（愛知県教育委員会） 第46巻第2号 6-13
- 『仕事の社会心理学』（ピーターコレットとエイドリアン・ファーンハム編） 2001 ナカニシヤ出版（平林進と共訳編）

### その他
略歴 2006 愛知学院大学情報社会政策研究（長田雅喜教授定年退職特集） 第8巻第2号 1-6

## 関連文献
- 2019